# Cesom
Cesom Dej, fostă Întreprinderea de Fibre Artificiale (IFA), a fost o companie producătoare de fibre artificiale din România.
A fost construită pe platforma industrială din Dej, în imediata vecinătate a fostului Combinat de Hârtie și Celuloză (CCH),
fiind, împreună cu aceasta, baza economică a orașului în perioada comunismului.
În anul 1991 a luat denumirea de Cesom SA și s-a separat de Combinatul de Hârtie și Celuloză, care, la rândul său a devenit Someș SA.
A fost privatizată în 1998, cumpărătorul fiind compania Lacosin Constanța. După privatizare, firma Lacosin a dezmembrat compania Cesom, utilajele fiind vândute ca fier vechi.